# Canon EOS 20D
Canon EOS 20D – półprofesjonalna lustrzanka cyfrowa z cyklu EOS, produkowana przez japońską firmę Canon. Posiada matrycę o rozdzielczości 8,2 megapikseli. Jej premiera miała miejsce w 19 sierpnia 2004.
Jest następczynią Canon EOS 10D. W 2006 roku została zastąpiona modelem Canon EOS 30D.